# Rikkokushi

Les Rikkokushi (六国史, Six histoires nationales) sont un corpus compilant l'histoire du Japon des origines jusqu'en 887. Ces histoires écrites en chinois ont été compilées au cours des VIIIe et IXe siècles sur ordre de différents empereurs.
Les Six histoires nationales comprennent :
- les Chroniques du Japon (日本書紀, Nihon shoki?, 720) : couvre la période allant des origines de la dynastie impériale jusqu'au règne de l'impératrice Jitō ;
- la Suite des Chroniques du Japon (続日本紀, Shoku nihongi?, 797) : couvre la période 697-791 ;
- les Chroniques postérieures du Japon (日本後紀, Nihon kōki?, 840) : couvre la période 792-833 ;
- la Suite des Chroniques postérieures du Japon (続日本後紀, Shoku nihon kōki?, 869) : couvre la période 833-850 ;
- les Chroniques véridiques du règne de l'empereur Montonku (日本文徳天皇実録, Nihon Montoku tennō jitsuroku?, 871) : couvre la période 850-858 ;
- les Chroniques véridiques des trois règnes (日本三代実録, Nihon sandai jitsuroku?, 901) : couvre la période 858-887.

## Les débuts avec leNihon shoki
Le Nihon shoki sert de base à d'autres ouvrages du même type. Dès 718, le code Yōrō impose au ministère du Centre la rédaction d'une histoire nationale. 
L'écriture du premier successeur du Nihon shoki est lancée vers 760 par Fujiwara no Nakamaro, mais le travail est plusieurs fois arrêté avant sa publication en 797. La mort de son initiateur lors de la rébellion de Fujiwara no Nakamaro en 764 suspend le projet. Les trente volumes déjà ébauchés sont cependant critiqués à l'époque, car ils se concentrent trop sur des faits anecdotiques et ignorent certains évènements majeurs. Le projet est relancé par l'empereur Kōnin, mais le travail reste à l'état de brouillon. Deux édits de 794 et de 797 permettent de reprendre, puis de finaliser le projet. Les quarante volumes du Shoku nihongi couvrent la période allant de 697 à 791. Le travail final se distingue par l'utilisation de sources nouvelles, comme les registres de temples bouddhistes ou des comptes rendus de recettes fiscales. Comme le Kojiki, il est rédigé dans un langage reposant sur le chinois classique et sur une utilisation phonétique des sinogrammes. Le Shoku nihongi décrit aussi certains aspects de la société de l'époque,. En accord avec le modèle des chroniques chinoises, la place de la poésie est grandement réduite.

## Ouvrages suivants
La rédaction du Nihon kōki est lancée par l'empereur Saga en 819, mais le projet est rapidement stoppé par la mort de plusieurs de ses coordinateurs. C'est finalement en 840 que le projet est complété, ses quarante volumes s’étendant de 792 à 833. Des biographies des principales figures de la cour sont pour la première fois incluses au moment de leur mort. Les trois livres suivants, le Shoku nihon kōki, le Nihon Montoku tennō jitsuroku et le Nihon sandai jitsuroku sont rédigés en suivant les codes instaurés par les ouvrages précédents, mais en se concentrant sur des durées plus courtes : le Shoku nihon kōki et le Nihon Montoku tennō jitsuroku ne couvrent ainsi qu'un seul règne. Cherchant toujours à se rapprocher de leurs modèles chinois, ils intègrent à présent des références à des catastrophes naturelles. Cependant, leur intérêt décroît pour la cour. Le clan Fujiwara, qui domine la cour, fait étalage de sa puissance dans d'autres types d'écrits, les Rekishi monogatari. La lignée impériale est, elle, suffisamment légitimée par différents écrits historiques et n'a plus besoin de commander ce type d'ouvrage pour assoir son autorité. La fermeture en 969 de l'office chargé d'écrire la suite de ces ouvrages, le Shin kokushi, marque la fin de ce style.

## L'écriture de l'histoire après lesRikkokushi
À partir du XIe siècle, le milieu de l'époque de Heian est marqué par un affaiblissement de l'État et ce type de grande chronique est abandonné. Leur forme sert ultérieurement d'inspiration durant l'époque d'Edo, lorsque les shoguns cherchent à légitimer leur pouvoir en faisant écrire des ouvrages historiques du même type.
Les Histoires nationales sont interrompues après le Sandai jitsuroku ; elles sont suivies des Quatre livres du miroir qui optent pour une forme différente, dont celle intitulée Ōkagami monogatari.

## Sources